# Mental (mixtape)
Pour les articles homonymes, voir Mental.
Albums de PLK
Polak
(2018) Enna
(2020)
Mental est la troisième mixtape du rappeur français PLK, sortie le 13 septembre 2019 sous les labels Enna Music, Panenka Music et Wagram Music.

## Genèse
Le 19 juillet 2019, le rappeur a annoncé la sortie de la mixtape en dévoilant le single Problèmes en tant que premier extrait.

## Liste des pistes
| 1.  | Intr100000                        | PLK             | DST The Danger                                    | 3:40 |
| 2.  | Un peu de haine                   | PLK             | Junior Alaprod, Wladimir Pariente, DST The Danger | 2:48 |
| 3.  | Arai                              | PLK             | Pinkman                                           | 3:16 |
| 4.  | Toute l'année (feat. Timal)       | PLK, Timal      | DST The Danger, Wladimir Pariente                 | 3:18 |
| 5.  | Hola                              | PLK             | Junior Alaprod, Heezy Lee                         | 2:46 |
| 6.  | Travailler                        | PLK             | Junior Alaprod                                    | 2:56 |
| 7.  | Nana                              | PLK             | Junior Alaprod, Wladimir Pariente, DST The Danger | 2:40 |
| 8.  | Meilleur cauchemar                | PLK             | Rayo, Benjay                                      | 3:20 |
| 9.  | Tout recommencer (feat. Tessa B.) | PLK, Tessa B.   | Junior Alaprod, Josh                              | 3:48 |
| 10. | V2V                               | PLK             | OSIRIS, Junior Alaprod                            | 3:25 |
| 11. | Corazon (feat. Aladin135)         | PLK, Aladin 135 | Seezy                                             | 3:16 |
| 12. | Le P                              | PLK             | DST The Danger, Wladimir Pariente                 | 3:12 |
| 13. | Ma génération                     | PLK             | Geronimo Beats                                    | 3:21 |
| 14. | Mental                            | PLK             | Junior Alaprod, Wladimir Pariente, DST The Danger | 2:58 |
| 15. | Problèmes                         | PLK             | Josh, Junior Alaprod                              | 3:09 |
| 16. | Cartelo (feat. Maes)              | PLK, Maes       | Bersa                                             | 2:41 |
| 17. | RS3                               | PLK             | Junior Alaprod                                    | 2:30 |
| 18. | TT                                | PLK             | Flash Beats                                       | 3:23 |
| 19. | Temps perdu                       | PLK             | Junior Alaprod, Sany San                          | 3:05 |

## Titres certifiés en France
- Un peu de haine  Diamant [2]
- Toute l'année (feat. Timal)  Platine [3]
- Hola  Platine [4]
- Nana  Or [5]
- Tout recommencer (feat. Tessa B.)   Platine [6]
- Problèmes  Diamant [7]
- Cartelo (feat. Maes)  Or [8]

## Certifications et classements

### Classement hebdomadaire
| Classements                  | Meilleure position |
| ---------------------------- | ------------------ |
| Belgique (Wallonie Ultratop) | 5                  |
| Belgique (Flandre Ultratop)  | 46                 |
| France (SNEP)                | 2                  |
| Suisse (Schweizer Hitparade) | 15                 |

### Ventes et certifications
| Région        | Certification | Ventes/Streams |
| ------------- | ------------- | -------------- |
| France (SNEP) | 2 × Platine   | 200 000        |